# Corato
Corato is een gemeente in de Italiaanse provincie Bari (regio Apulië) en telt 48.253 inwoners (31-05-2019). De oppervlakte bedraagt 167,7 km², de bevolkingsdichtheid is 279 inwoners per km².

## Demografie
Corato telt ongeveer 16125 huishoudens. Het aantal inwoners steeg in de periode 1991-2001 met 5,2% volgens cijfers uit de tienjaarlijkse volkstellingen van ISTAT.
| Jaar | Inwoneraantal |
| ---- | ------------- |
| 1991 | 42.750        |
| 2001 | 44.971        |

## Geografie
De gemeente ligt op ongeveer 232 meter boven zeeniveau.
Corato grenst aan de volgende gemeenten: Andria, Bisceglie, Ruvo di Puglia, Trani.